# Rochester Institute of Technology Croatia
Rochester Institute of Technology Croatia (kratica: RIT Croatia) je visoka škola američkog privatnog sveučilišta Rochester Institute of Technology u Henrietta koja izvodi studijske programe na engleskom jeziku u Zagrebu i Dubrovniku. Do 2013. nosila je naziv Američka visoka škola za menadžment i tehnologiju (kratica: ACMT) i jedino je visoko učilište u Hrvatskoj čija je američka i hrvatska diploma istovjetna. 

## Povijest i razvoj
Američka visoka škola za menadžment i tehnologiju (RIT/ACMT) osnovana je 1995. godine kada je Hrvatsko ministarstvo znanosti i tehnologije (danas Ministarstvo znanosti, obrazovanja i športa) iniciralo osnivanje privatnih visokoškolskih ustanova u Hrvatskoj. Ugledno američko sveučilište Rochester Institute of Technology (RIT), Rochester, država New York, je zbog svoje reputacije u stvaranju i održavanju uspješnih međunarodnih partnerstva, odabran kao najbolji partner u spomenutim nastojanjima. Sporazum o suradnji potpisan je u proljeće 1997. godine, tako je RIT/ACMT postao prva privatna institucija visokoškolskog obrazovanja u Hrvatskoj. 

#### Razvoj
1995. Hrvatsko ministarstvo znanosti i tehnologije (danas Ministarstvo znanosti, obrazovanja i športa) i Rochester Institute of Technology (RIT), Rochester, u državi New York, osnovali su Američku visoku školu za menadžment i tehnologiju.	
1997. Potpisan sporazum o suradnji, ACMT postao prva privatna institucija visokoškolskog obrazovanja u Hrvatskoj.
1997. Početak obrazovne djelatnosti, počeo se izvoditi stručni studij Menadžment u turizmu, hotelijerstvu i uslužnim djelatnostima. 
2009. Uveden stručni studij Informacijske tehnologije.  
2011. Otvoren RIT/ACMT kampus u Zagrebu, na njemu se izvode dva stručna studija, Informacijske tehnologije i Međunarodno poslovanje.  

#### RIT/ACMT danas
S više od 460 trenutačno upisanih studenata, RIT/ACMT jedini je američki koledž u regiji i jedina privatna obrazovna institucija u Hrvatskoj koja izdaje dvije diplome, međunarodno priznatu američku diplomu, koju dodjeljuje Rochester institut za tehnologiju (RIT) te hrvatsku koju dodjeljuje Američki koledž za menadžment i tehnologiju (RIT/ACMT). 
Nastavni plan i program koledža usklađeni su s visokim standardima jednog od vodećih američkih sveučilišta Rochester Institute of Technology u SAD-u. 

## Preddiplomski studiji
Američka visoka škola za menadžment i tehnologiju nudi stručne preddiplomske studije: Menadžment u turizmu, hotelijerstvu i uslužnim djelatnostima (Dubrovnik), Međunarodno poslovanje (Zagreb), Informacijske tehnologije (Dubrovnik i Zagreb).

## Informacijske tehnologije - Dubrovnik i Zagreb
Stručni studij Informacijske tehnologije koncipiran je kao četverogodišnji preddiplomski studij koji obrađuje područje informacijskih tehnologija i njihovu primjenu u poslovnim procesima. Studenti tijekom studija razvijaju vještine i kompetencije, potrebne za uspjeh u brzorastućoj IT industriji, kao što su: programiranje i razvoj aplikacija, razvoj weba, multimedijalnih sadržaja i interaktivnih medija, upravljanje bazama podataka, razvoj korporativnih aplikacija, administriranje sistema, te dizajniranje i razvoj programa orijentiranih na krajnjeg korisnika.

#### Smjer
- Web dizajn i razvoj
- Programiranje baza podataka i razvoj aplikacija
- Administracija sistema

#### Akreditacije
- New York Middle States Association of Colleges and Schools
- The Middle States Commission on Higher Education
- ABET, The Accreditation Board for Engineering and Technology

## Međunarodno poslovanje – Zagreb
Četverogodišnji preddiplomski stručni studij Međunarodno poslovanje studente upoznaje s temeljnim načelima ekonomije i poslovanja te ih priprema na izazove na dinamičnom globalnom tržištu. Tijekom studija studenti stječu relevantne vještine i znanja kao što je: sposobnost izgradnje strateških međunarodnih odnosa, razumijevanje običaja, politike i zakona druge države, izrada poslovne strategije, upravljanje financijama na međunarodnom tržištu, izrada marketinških planova i dr.  

#### Smjer
- Marketing
- Menadžment

#### Akreditacije
- New York Middle States Association of Colleges and Schools
- The Middle States Commision on Higher Education
- Ugledna organizacija AACSB International, The Association to Advance Collegiate Schools of Business

## Menadžment u turizmu, hotelijerstvu i uslužnim djelatnostima – Dubrovnik
Četverogodišnji preddiplomski stručni studij Menadžment u turizmu, hotelijerstvu i uslužnim djelatnostima nudi idealnu ravnotežu praktičnog iskustva i teorijskog znanja iz područja menadžmenta i turizma. Po završetku studija studenti stječu različita znanja i kompetencije kao što su: ovladavanje makro i mikro ekonomskim teorijama, znanja i vještine potrebne za planiranje efikasnih marketinških kampanja, kompetencije za planiranje strategija u turizmu, te tehnike i metode primjene suvremenih informacijskih tehnologija u poslovanju.	

#### Smjer
- Menadžment u turizmu
- Međunarodno upravljanje hotelima i resortima
- Poduzetništvo

#### Akreditacija
- New York Middle States Association of Colleges and Schools

## Master of Science studiji
Na Američkoj visokoj školi za menadžment i tehnologiju izvode se dva Master of Science studija:
- Service Leadership and Innovation (Zagreb)
- Human Resurse Development (Zagreb)

## Dodatni izvori
- index.hr
- index.hr
- net.hr
- vidi.hr
- turistplus.hr  Arhivirana inačica izvorne stranice od 13. ožujka 2016. (Wayback Machine)

## Vanjske poveznice
- Američka visoka škola za management i tehnologiju
- Rochester Institute of Technology